# Мировая Лига по баскетболу среди женских клубных команд 2004
Мировая лига по баскетболу среди женских клубных команд — соревнование сильнейших женских баскетбольных команд со всего света, финальный турнир которого прошёл с 12 по 17 октября 2004 года в «СК Юбилейном» и «МТЛ-Арене», соответственно в Санкт-Петербурге и Самаре. Победителем стал самарский клуб «ВБМ-СГАУ».

## Формат и участники
Соревнование проводилось в 2 этапа. Первоначально планировалось, что 8 команд на отборочном этапе будут разбиты на две группы. Четыре команды (по две лучшие из групп) выходят в финальный раунд. ВБМ-СГАУ (победитель предыдущего турнира) и клуб из женской НБА участвуют в финальной стадии без отбора. Но обстоятельства внесли свои коррективы в розыгрыш Лиги:
1. Победитель последней Евролиги,  «Олимпик» из (Валансьена), не смог принять участие в предварительном раунде из-за травм и отъезда ряда игроков в женскую НБА, после чего в составе французской команды осталось лишь четыре баскетболистки. Европеек заменил сильнейший клуб Аргентины «Велес Сарсфилд»[1].
2. Из-за участия сильнейших баскетболисток в летней Олимпиаде 2004 сезон 2004 ВНБА закончился как никогда поздно — 12 октября. Вследствие чего сильнейший клуб ВНБА не смог принять участие в турнире.
3. Количество участников финального турнира не соответствовало первоначальному плану, поэтому были приглашены команды, не прошедшие отбор («Катай Лайф Иншурэнс» и «Данденонг Рейнджерс»), а также финалист Евролиги — польский «Лотос».

В финальном турнире 8 команд-участниц на предварительном этапе были разбиты на две группы. Четыре команды (по две лучшие из групп) вышли в плей-офф и по системе с выбыванием определили призёров Мировой лиги.
| Конфедерация / Страна                       | Клуб                                               | Основание квалификации                                      |
| ------------------------------------------- | -------------------------------------------------- | ----------------------------------------------------------- |
| ФИБА Азия (Азия)                            | Звёзды WKBL (Женская Корейская баскетбольная Лига) |                                                             |
| ФИБА Азия (Азия)                            | Катай Лайф Иншурэнс (Тайбэй, Тайвань)              |                                                             |
| ФИБА Африка (Африка)                        | Ферст Банк (Лагос, Нигерия)                        | Обладатель Кубка Чемпионов Африки                           |
| ФИБА Америка «CONCECABA» (Северная Америка) | БК Гавана (Гавана, Куба)                           |                                                             |
| ФИБА Америка «CONSUBASQUET» (Южная Америка) | АДКФ Юнимед (Американа, Бразилия)                  | Обладатель Кубка Чемпионов Южной Америки                    |
| ФИБА Америка «CONSUBASQUET» (Южная Америка) | Велес Сарсфилд (Буэнос-Айрес, Аргентина)           | Чемпион Аргентины                                           |
| ФИБА Океания (Океания)                      | Данденонг Рейнджерс (Мельбурн, Австралия)          | Победитель WNBL                                             |
| ФИБА Европа (Европа)                        | Лотос (Гдыня, Польша)                              | Финалист Евролиги                                           |
| РФБ (Россия)                                | ВБМ-СГАУ (Самара, Россия)                          | Победитель Чемпионата России                                |
| РФБ (Россия)                                | Балтийская Звезда (Санкт-Петербург, Россия)        | Обладатель Кубка Европы, бронзовый призёр Чемпионата России |

## Отборочный турнир

### Группа А (21 — 23.05.2004,Тайбэй).
| Команда                | БАЛЗ  | ВКБЛ  | КЛИ   | ДАРЕ  | В | П | Разность мячей | Очки |
| ---------------------- | ----- | ----- | ----- | ----- | - | - | -------------- | ---- |
| 1. Балтийская Звезда   |       | 65:55 | 66:61 | 57:49 | 3 | 0 | 188—165        | 6    |
| 2. Звёзды WKBL         | 55:65 |       | 62:61 | 54:48 | 2 | 1 | 171—174        | 5    |
| 3. Катай Лайф Иншурэнс | 61:66 | 61:62 |       | 82:75 | 1 | 2 | 160—222        | 4    |
| 4. Данденонг Рейнджерс | 49:57 | 48:54 | 75:82 |       | 0 | 3 | 172—193        | 3    |

### Группа В (28 — 30.05.2004,Американа).
| Команда           | ЮНИ    | ГАВ   | ВСР    | ФБА   | В | П | Разность мячей | Очки |
| ----------------- | ------ | ----- | ------ | ----- | - | - | -------------- | ---- |
| 1. АДКФ Юнимед    |        | 76:73 | 112:54 | 99:50 | 3 | 0 | 287—177        | 6    |
| 2. БК Гавана      | 73:76  |       | 76:58  | 84:65 | 2 | 1 | 233—199        | 5    |
| 3. Велес Сарсфилд | 54:112 | 58:76 |        | 70:68 | 1 | 2 | 182—256        | 4    |
| 4. Фест Банк      | 50:99  | 65:84 | 68:70  |       | 0 | 3 | 183—253        | 3    |

## Финальный турнир

### Группа А
1-й тур
| 12 октября 2004 |                                                                 | ВБМ-СГАУ | 96 : 50     | Лотос | «МТЛ-Арена», Самара |
| 12 октября 2004 | 21:10, 23:12, 27:14, 25:14                                      |          |             |       | «МТЛ-Арена», Самара |
| 12 октября 2004 | Щёголева 20, Степанова 17, Корстин 17, Абросимова 10, Лоусон 10 | Очки     | Бибжицка 16 |       | «МТЛ-Арена», Самара |
| 12 октября 2004 | Абросимова 12                                                   | Подборы  |             |       | «МТЛ-Арена», Самара |

| 12 октября 2004 |                            | АДКФ Юнимед | 69 : 75                       | Катай Лайф Иншурэнс | «МТЛ-Арена», Самара |
| 12 октября 2004 | 17:24, 16:19, 12:15, 24:17 |             |                               |                     | «МТЛ-Арена», Самара |
| 12 октября 2004 | Закржески 20, Луз 15       | Очки        | Пи Фень Чао 26, Сяо Ю Чань 22 |                     | «МТЛ-Арена», Самара |
| 12 октября 2004 | Закржески 17               | Подборы     |                               |                     | «МТЛ-Арена», Самара |

2-й тур
| 13 октября 2004 |                                                                 | ВБМ-СГАУ | 91 : 58        | Катай Лайф Иншурэнс | «МТЛ-Арена», Самара |
| 13 октября 2004 | 27:12, 14:19, 21:10, 29:17                                      |          |                |                     | «МТЛ-Арена», Самара |
| 13 октября 2004 | Корстин 22, Степанова 15, Лоусон 14, Артешина 13, Абросимова 12 | Очки     | Сю Юнь Чень 16 |                     | «МТЛ-Арена», Самара |
| 13 октября 2004 | Абросимова 13, Артешина 10                                      | Подборы  |                |                     | «МТЛ-Арена», Самара |

| 13 октября 2004 |                            | Лотос | 83 : 76                  | АДКФ Юнимед | «МТЛ-Арена», Самара |
| 13 октября 2004 | 15:16, 25:11, 22:28, 21:21 |       |                          |             | «МТЛ-Арена», Самара |
| 13 октября 2004 | Бибжицка 26, Нолан 18      | Очки  | Карвальо 21, Оливейра 15 |             | «МТЛ-Арена», Самара |

3-й тур
| 14 октября 2004 |                                                                                      | ВБМ-СГАУ | 93 : 50      | АДКФ Юнимед | «МТЛ-Арена», Самара |
| 14 октября 2004 | 26:20, 25:11, 16:7, 26:12                                                            |          |              |             | «МТЛ-Арена», Самара |
| 14 октября 2004 | Степанова 15, Осипова 14, Щёголева 14, Корстин 12, Наймушина 9, Артешина 8, Лоусон 8 | Очки     | Закржески 15 |             | «МТЛ-Арена», Самара |
| 14 октября 2004 | Корстин 11, Щёголева 10, Артешина 10, Степанова 8                                    | Подборы  |              |             | «МТЛ-Арена», Самара |
| 14 октября 2004 | Степанова 6                                                                          | Передачи |              |             | «МТЛ-Арена», Самара |

| 14 октября 2004 |                 | Катай Лайф Иншурэнс | 82 : 91     | Лотос | «МТЛ-Арена», Самара |
| 14 октября 2004 | Хуай Юн Чень 24 | Очки                | Бибжицка 16 |       | «МТЛ-Арена», Самара |

Итоговая таблица
| Место | Команда             | И | В | П | М         | Очки |
| ----- | ------------------- | - | - | - | --------- | ---- |
| 1     | ВБМ-СГАУ            | 3 | 3 | 0 | 280 − 158 | 6    |
| 2     | Лотос               | 3 | 2 | 1 | 224 − 254 | 5    |
| 3     | Катай Лайф Иншурэнс | 3 | 1 | 2 | 215 − 251 | 4    |
| 4     | АДКФ Юнимед         | 3 | 0 | 3 | 195 − 251 | 3    |

### Группа В
1-й тур
| 12 октября 2004 |                                                        | Балтийская Звезда | 63 : 75             | Данденонг Рейнджерс | «СК Юбилейный», Санкт-Петербург |
| 12 октября 2004 | 15:21, 16:14, 10:20, 22:20                             |                   |                     |                     | «СК Юбилейный», Санкт-Петербург |
| 12 октября 2004 | Водопьянова 22, Латышева 12, Демагина 8, Рахматулина 7 | Очки              | Уилсон 15, Бибби 14 |                     | «СК Юбилейный», Санкт-Петербург |

| 12 октября 2004 |                              | БК Гавана | 90 : 85       | Звёзды WKBL | «СК Юбилейный», Санкт-Петербург |
| 12 октября 2004 | 21:22, 16:17, 29:21, 24:25   |           |               |             | «СК Юбилейный», Санкт-Петербург |
| 12 октября 2004 | Баро 21, Тизон 19, Пейлон 18 | Очки      | Юн Ун Парк 26 |             | «СК Юбилейный», Санкт-Петербург |
| 12 октября 2004 | Тизон 13                     | Подборы   |               |             | «СК Юбилейный», Санкт-Петербург |

2-й тур
| 13 октября 2004 |                                                        | Балтийская Звезда | 70 : 65                       | Звёзды WKBL | «СК Юбилейный», Санкт-Петербург |
| 13 октября 2004 | 20:18, 17:15, 14:16, 19:16                             |                   |                               |             | «СК Юбилейный», Санкт-Петербург |
| 13 октября 2004 | Водопьянова 20, Карпова 16, Рахматулина 15, Гуреева 11 | Очки              | Юн Хо Ким 15, Сун Юнь Парк 15 |             | «СК Юбилейный», Санкт-Петербург |

| 13 октября 2004 |                           | Данденонг Рейнджерс | 60 : 68      | БК Гавана | «СК Юбилейный», Санкт-Петербург |
| 13 октября 2004 | 18:18, 13:20, 20:17, 9:13 |                     |              |           | «СК Юбилейный», Санкт-Петербург |
| 13 октября 2004 | Хэмилтон 21               | Очки                | Кальдерон 25 |           | «СК Юбилейный», Санкт-Петербург |

3-й тур
| 14 октября 2004 |                                                                       | Балтийская Звезда | 79 : 69 | БК Гавана | «СК Юбилейный», Санкт-Петербург |
| 14 октября 2004 | 16:22, 27:10, 18:14, 18:23                                            |                   |         |           | «СК Юбилейный», Санкт-Петербург |
| 14 октября 2004 | Водопьянова 22, Латышева 20, Карпова 16, Саморукова 10, Рахматулина 9 | Очки              | Баро 19 |           | «СК Юбилейный», Санкт-Петербург |
| 14 октября 2004 | Саморукова 13                                                         | Подборы           |         |           | «СК Юбилейный», Санкт-Петербург |

| 14 октября 2004 |              | Звёзды WKBL | 58 : 83               | Данденонг Рейнджерс | «СК Юбилейный», Санкт-Петербург |
| 14 октября 2004 | Е Ли Чжон 18 | Очки        | Бибби 22, Хэмилтон 18 |                     | «СК Юбилейный», Санкт-Петербург |

Итоговая таблица
| Место | Команда             | И | В | П | М         | Очки |
| ----- | ------------------- | - | - | - | --------- | ---- |
| 1     | Данденонг Рейнджерс | 3 | 2 | 1 | 218 − 189 | 5    |
| 2     | Балтийская Звезда   | 3 | 2 | 1 | 212 − 209 | 5    |
| 3     | БК Гавана           | 3 | 2 | 1 | 227 − 224 | 5    |
| 4     | Звёзды WKBL         | 3 | 0 | 3 | 208 − 243 | 3    |

## Плей-офф

### За 5 — 8-е места
| 16 октября 2004 |  | Катай Лайф Иншурэнс | 61 : 82 | Звёзды WKBL | «СК Юбилейный», Санкт-Петербург |

| 16 октября 2004 |  | БК Гавана | 65 : 79 | АДКФ Юнимед | «СК Юбилейный», Санкт-Петербург |

### За 7-е место
| 17 октября 2004 |  | Катай Лайф Иншурэнс | 78 : 77 | БК Гавана | «СК Юбилейный», Санкт-Петербург |

### За 5-е место
| 17 октября 2004 |  | АДКФ Юнимед | 92 : 76 | Звёзды WKBL | «СК Юбилейный», Санкт-Петербург |

### Полуфиналы
| 16 октября 2004 |                                                                                        | ВБМ-СГАУ | 96 : 52                                          | Балтийская Звезда | «СК Юбилейный», Санкт-Петербург |
| 16 октября 2004 | 26:9, 25:9, 29:14, 16:20                                                               |          |                                                  |                   | «СК Юбилейный», Санкт-Петербург |
| 16 октября 2004 | Корстин 17, Артешина 15, Степанова 14, Абросимова 13, Лоусон 11, Осипова 8, Щёголева 8 | Очки     | Миронова 16, Гуреева 14, Водопьянова 8, Рюхина 5 |                   | «СК Юбилейный», Санкт-Петербург |
| 16 октября 2004 | Осипова 12                                                                             | Подборы  | Гуреева 10                                       |                   | «СК Юбилейный», Санкт-Петербург |

| 16 октября 2004 |                            | Данденонг Рейнджерс | 73 : 82                      | Лотос | «СК Юбилейный», Санкт-Петербург |
| 16 октября 2004 | 11:23, 25:20, 13:18, 24:21 |                     |                              |       | «СК Юбилейный», Санкт-Петербург |
| 16 октября 2004 | Рэндалл 16, Хэмилтон 16    | Очки                | Нолан 16, Троина 10, Чомач 7 |       | «СК Юбилейный», Санкт-Петербург |

### Матч за 3-е место
| 17 октября 2004 |                                                                       | Балтийская Звезда | 84 : 69              | Данденонг Рейнджерс | «СК Юбилейный», Санкт-Петербург |
| 17 октября 2004 | 29:12, 20:19, 15:12, 20:26                                            |                   |                      |                     | «СК Юбилейный», Санкт-Петербург |
| 17 октября 2004 | Водопьянова 22, Рахматулина 19, Карпова 11, Демагина 11, Барабанова 6 | Очки              | Уилсон 25, Даглас 18 |                     | «СК Юбилейный», Санкт-Петербург |

### Финал
| 17 октября 2004 |                                                                                                   | ВБМ-СГАУ | 83 : 67                                                                                              | Лотос | «СК Юбилейный», Санкт-Петербург |
| 17 октября 2004 | 28:14, 21:11, 20:23, 14:19                                                                        |          | |       | «СК Юбилейный», Санкт-Петербург |
| 17 октября 2004 | Щёголева 17, Степанова 16, Абросимова 13, Артешина 12, Лоусон 7, Корстин 7, Королёва 7, Осипова 4 | Очки     | Нолан 21, Бибжицка 11, Троина 9, Пауэлл 8, Чомач 6, Веселовски 6, Паулак 3, Стефановская 2, Кобрин 1 |       | «СК Юбилейный», Санкт-Петербург |

## Итоговое положение
| 1. ВБМ-СГАУ Светлана Абросимова — MVP турнира Юлия Андрющенко Ольга Артешина Илона Корстин Татьяна Коровушкина Юлия Королева Эдвиж Лоусон Ирина Осипова Рената Салдина Мария Степанова Ольга Фирсова (Наймушина) Евгения Чернова Татьяна Щеголева Главный тренер — Игорь Грудин | 2. Лотос Агнешка Бибжицка Моника Веселовски Эвелина Кобрин Деанна Нолан Элейн Пауэлл Паулина Паулак Татьяна Троина Элина Стефановская Александра Чомач Главный тренер — Кшиштоф Козирович | 3. Балтийская Звезда Анастасия Барабанова Наталья Водопьянова Юлия Гуреева Екатерина Демагина Елена Карпова Александра Латышева Юлия Миронова Наталья Никонова Илона Никоновайте Оксана Рахматулина Ирина Рюхина Мария Саморукова Оксана Чугунова Главный тренер — Сергей Суменков |

- 4.  Данденонг Рейнджерс
- 5.  АДКФ Юнимед
- 6.  Звёзды WKBL
- 7.  Катай Лайф Иншурэнс
- 8.  БК Гавана

## События
- «Балтийская Звезда» перед финальным турниром в свой состав заявила шесть баскетболисток московского «Динамо»: Рахматулина, Демагина, Латышева, Водопьянова, Саморукова и Карпова, а также наставника команды Семена Халипского. В интервью газете «Спорт-Экспресс» Наталья Водопьянова сказала[2]:

Игроки «Динамо» не готовились к этому турниру. Нас поставили в известность лишь за сутки до старта, но мне в родном городе играется с особым удовольствием 
Только в полуфинальном матче с «ВБМ-СГАУ» «Балтийская звезда» в основном играла своими игроками: три из шести московских динамовок, помогающих петербуржцам в ходе Мировой лиги, — Демагина, Рахматулина и Саморукова, — на площадку не вышли вообще, ещё две — Латышева и Карпова — отыграли лишь одну четверть, а Водопьянова — две десятиминутки.
- В символическую пятерку турнира вошли: Закржевски («АДКФ Юнимед»), Тизон («БК Гавана»), Карсон («Данденонг Рейнджерс»), Нолан («Лотос») и Артешина («ВБМ-СГАУ»).